# Pablo Amo
Pablo Amo Aguado (* 15. Januar 1978 in Madrid) ist ein spanischer Fußballspieler. Seit Sommer 2010 steht der Innenverteidiger bei Panserraikos in der griechischen Super League unter Vertrag.

## Spielerkarriere
Der gebürtige Madrilene Pablo Amo startete seine Spielerkarriere bei Sporting Gijón, wo er von 1999 bis 2002 spielte. Nach drei Jahren in der Segunda División verließ Pablo Amo den Club, um bei Deportivo La Coruña anzuheuern. Dort kam er in seiner ersten Saison jedoch überhaupt nicht im Profiteam zum Einsatz, sondern ausschließlich bei Deportivo B. Auch in der Folgesaison sollte er über fünf Ligaspiele nicht hinauskommen.
In der Saison 2004/2005 lief es zwar besser für Pablo Amo, aber der Verein entschied sich nach einer erneut enttäuschenden Hinrunde 2005/2006 für die Rückrunde an Zweitliga-Club Real Valladolid auszuleihen. Dort konnte er sich immerhin für ein erneutes Leihgeschäft empfehlen, so dass er bei Erstliga-Aufsteiger Recreativo Huelva 2006/2007 mehr oder weniger regelmäßig spielte.
Für die Saison 2007/2008 kehrte Pablo Amo erneut zu Deportivo zurück, ohne in der Hinrunde eine Rolle zu spielen. In seinen ersten fünf Einsätzen hat der Außenverteidiger jedoch mit 2 Toren und einer Vorlage überzeugen können und wurde zum Stammspieler. In der Saison 2008/09 wurde er erneut kaum berücksichtigt und wechselte im Sommer 2009 zum Aufsteiger Real Saragossa. Auch in Saragossa konnte er sich nicht durchsetzen und kam nur selten zum Einsatz. Seit Sommer 2010 spielt er für den griechischen Erstligisten Panserraikos, wo er im Team von Trainer Dragan Kokotović Stammspieler ist.